# Baskery
Baskery är en svensk musikgrupp från Stockholm, som bildades våren 2006, bestående av systrarna Greta, Stella och Sunniva..
Tidigare utgjorde Baskery tre fjärdedelar av bandet Slaptones, där de spelade med sin pappa Jan-Åke Bondesson.

## Historik
De släppte sitt första album, Fall Among Thieves, den 7 maj 2008.  Baskerys sound beskrivs som rått och eget, men det hörs tydligt att de influeras av traditionell country och blues. Bandet själva beskriver dock oftast sin musik med uttryck som "killbilly", "banjopunk" och "mud-country". Bandets instrumentuppsättning är distad slide-banjo, kontrabas, akustisk gitarr, tre-stämmig sång och en uppsättning trummor som spelas med fötterna.
Baskerys debutalbum är inspelat live i stockholmsbaserade Decibel Studios med producenten och ljudteknikern Lasse Mårtén. Albumet spelades in, på det sätt som gjorde Sun Studio och Muscle Shoals Sound Studio legendariska, genom att spela in allt i en enda tagning och helt utan "overdubs". De flesta låtarna "sattes" på första eller andra tagningen. Felspel och ostämda instrument har blivit en del av en skiva som fångar upp allt när ett band spelar live; andfåddhet och hög puls, nerver och frustration, adrenalin och energi. Samtliga av albumets låtar är skrivna och arrangerade av Baskery.
På livescenen har bandet skapat sig ett rykte som en annorlunda akt, mycket tack vare dess energi och musikaliska driv. Efter att på vinst och förlust ha flyttat till USA och Nashville 2014 fick de kontrakt med Warner Bros. Records och flyttade till Los Angeles, där de hösten 2015 inledde inspelningen av sitt första amerikanska album, Coyote & Sirens, i Glenwood Studios, Burbank med stjärnproducenten Andrew Dawson. På grund av det stora skivbolagets uppkomna ekonomiska kris fördröjdes lanseringen och albumet släpptes först 12 oktober 2018 via gruppens eget skivbolag, Mother Tarantula.
Under 2015 turnerade de Europa runt som förband och delvis kompband till Robbie Williams på hans "Let Me Entertain You Tour".

## Medlemmar
- Greta Bondesson – sex-strängad banjo, gitarr, bastrumma, golvpuka, tamburin, sång munsspel,
- Stella Bondesson – kontrabas, elbas, gitarr, sång
- Sunniva Bondesson – akustisk gitarr, elgitarr, cello, golvpuka, munspel, sång

## Diskografi
Album
| År   | Titel                   |
| ---- | ----------------------- |
| 2008 | Fall Among Thieves      |
| 2011 | New Friends             |
| 2013 | Little Wild Life        |
| 2018 | Coyote & Sirens         |
| 2023 | V: End Of The Bloodline |

Singlar
| År   | Titel            |
| ---- | ---------------- |
| 2008 | "One Horse Down" |